# 盧士模
盧士模（?—1912年12月3日）江西人，中华民国政治人物。

## 生平
盧士模早年赴日本留学，归国后加入宪友会，成为江西憲友會支部成员。中华民国成立后，1912年他担任北京临时参议院议员（其他四位江西籍议员李國珍、陳鴻鈞、曾有瀾、郭同也都曾留学日本，并且都是江西憲友會支部成员）。
1912年12月3日，盧士模病逝。